# San Bassano
San Bassano is een gemeente in de Italiaanse provincie Cremona (regio Lombardije) en telt 2088 inwoners (31-12-2004). De oppervlakte bedraagt 13,9 km², de bevolkingsdichtheid is 154 inwoners per km².

## Demografie
San Bassano telt ongeveer 772 huishoudens. Het aantal inwoners daalde in de periode 1991-2001 met 2,1% volgens cijfers uit de tienjaarlijkse volkstellingen van ISTAT.
| Jaar | Inwoneraantal |
| ---- | ------------- |
| 1991 | 2104          |
| 2001 | 2060          |

## Geografie
San Bassano grenst aan de volgende gemeenten: Cappella Cantone, Castelleone, Formigara, Gombito, Pizzighettone.